# Davor Derenčinović
Davor Derenčinović (Zagreb, 7. kolovoza 1970.), hrvatski pravnik

## Životopis
Redoviti profesor kaznenog prava i predstojnik Katedre za kazneno pravo, Pravni fakultet, Sveučilište u Zagrebu.
Diplomirao na Pravnom fakultetu u Zagrebu 1995. godine, a magistrirao na istom Fakultetu 1998. godine. Doktorirao 2000. godine s tezom "Kaznenopravni sadržaji u suprotstavljanju korupciji". Dobitnik Fulbrightove stipendije za poslijedoktorsko usavršavanje na International Human Rights Law Institute, DePaul College of Law, Chicago u akad. godini 2004./05. Stručno se u više navrata usavršavao na Istituto Superiore Internazionale di Scienze Criminali u Sirakuzi, Akademiji za Europsko pravo u Trieru, London School of Economics, Max Planck Institutu za međunarodno i poredbeno kazneno pravo u Freiburgu, Penn State University Faculty of Law, China University of Political Science and Law (Peking) i na East China University of Political Science and Law (Šangaj).
Osim na Pravnom fakultetu u Zagrebu, predavao i predaje i na niz preddiplomskih, diplomskih i poslijediplomskih (specijalističkih i doktorskih) studija u zemlji i inozemstvu: Poslijediplomski specijalistički studij "Kriminalističko istraživanje" Pravnog fakulteta Sveučilišta u Rijeci  Arhivirana inačica izvorne stranice od 13. studenoga 2020. (Wayback Machine) (2008.-), Poslijediplomski specijalistički studij kazneno pravo Pravnog fakulteta J.J.Strossmayera u Osijeku (2007. – 2015.), Joint Master in European Integration and Regionalism, Bolzano, Zagreb, Graz, Barcelona (2009.), Poslijediplomski studij iz krivičnopravnih znanosti na Pravnom fakultetu Univerziteta u Sarajevu (2008.), Poslijediplomski doktorski studij na Pravnom fakultetu Sveučilišta u Mostaru (smjer kazneno pravo, 2013.-). 
Osnivač i direktor međunarodnog poslijediplomskog tečaja "Crime Prevention through Criminal Law and Security Studies" na Interuniverzitetskom centru u Dubrovniku (2009.-). Inicijator i voditelj programa stručnog usavršavanja "Kazneni zakon u praktičnoj primjeni" Pravnog fakulteta Sveučilišta u Zagrebu (2013.-). Prodekan za međunarodnu suradnju i znanost Pravnog fakulteta Sveučilišta u Zagrebu (2015. – 2017.). Voditelj poslijediplomskih studija iz kaznenopravnih znanosti na Pravnom Fakultetu Sveučilišta u Zagrebu (2009. – 2018.).  

### Nagrade
Dobitnik Nagrade Društva sveučilišnih nastavnika i ostalih znanstvenika u Zagrebu mladim znanstvenicima za najbolju knjigu na području društvenih znanosti "Mit(o) korupciji" (2001.) i Nagrade Zaklade dr.sc. Jadranko Crnić za najbolju knjigu u polju prava "Teorija zajedničkog zločinačkog pothvata – izazovi i kontroverze" (suautor, 2012.). 

### Odlikovanja
Nositelj Spomenice Domovinskog rata.

### Radovi
Samostalno i u suautorstvu - deset autorskih knjiga, tri uredničke knjige, sedamnaest poglavlja u knjigama, jedanaest udžbenika i više od šezdeset znanstvenih i stručnih radova s područja kaznenog prava i zaštite ljudskih prava (cjeloviti popis dostupan ovdje).

### Znanstveni projekti
Voditelj projekta "Kaznenopravno sprječavanje korupcije i organiziranog kriminaliteta" financiranog od strane MZOŠ (2010. – 2014.). Voditelj HRZZ projekta "Multidisciplinarni klaster za istraživanje tranzicijskog kriminala – korupcija, trgovanje ljudima i gospodarski kriminal" (TRANSCRIM, 2015. – 2019.). Predsjedavajući znanstveno-savjetodavnog odbora projekta "Hrvatski monitor nasilja" (HRZZ, 2018.-). Voditelj HRZZ projekta "Projekt nedužnosti u Hrvatskoj" (CroINOP, 2020.-). 

### Uredništva
Član uredništva Ljetopisa socijalnog rada (2008. – 2014.), Iustinianus Primus Law Review  Arhivirana inačica izvorne stranice od 11. studenoga 2020. (Wayback Machine) (Sveučilište u Skopju  Arhivirana inačica izvorne stranice od 13. studenoga 2020. (Wayback Machine), 2014.-), Godišnjaka Pravnog fakulteta u Sarajevu (2014.-) i Godišnjaka Akademije pravnih znanosti Hrvatske (2011.-).

### Javne funkcije
Predsjednik Akademije pravnih znanosti Hrvatske (2018.-). 
Član radnih skupina za pripremu pregovora u okviru poglavlja 23 i 24 acquis-a Europske unije. 
Član Nacionalnog preventivnog mehanizma za sprječavanje mučenja (2012. – 2014.). 
Predsjednik Komisije za pomilovanja Predsjednice Republike Hrvatske (2015. – 2016.). 
Voditelj i član radnih skupina nadležnih ministarstava za izradu i izmjene većeg broja zakona s područja kaznenog prava. 
Predsjednik Hrvatskog udruženja za kaznene znanosti i praksu (2008. – 2012.). 
Član Savjeta Vlade Republike Hrvatske za pripremu prijatelja suda pred Međunarodnim kaznenim sudom za bivšu SFRJ (2007. – 2009.). 
Član Odbora za zakonodavstvo Hrvatskog sabora (VI. saziv Hrvatskog sabora). 
Član Povjerenstva za odlučivanje o sukobu interesa (2004. – 2005.). 
Član Matičnog odbora za polje prava  Arhivirana inačica izvorne stranice od 21. listopada 2020. (Wayback Machine) (2013. – 2016.). 
Član Izvršnog odbora Znanstvenog vijeća za državnu upravu, pravosuđe i vladavinu prava Hrvatske akademije znanosti i umjetnosti (2017.-). 
Predsjednik Odbora za statutarna pitanja Sveučilišta u Zagrebu (2017. – 2020.). 
Predsjednik Društva sveučilišnih nastavnika i drugih znanstvenika u Zagrebu (2016.-). 
Član Komisije Iustitia et pax Hrvatske biskupske konferencije (2015.-). 
Član Državnoodvjetničkog vijeća (2012. – 2019., zamjenik predsjednika 2012. – 2015.). 
Član Etičkog povjerenstva u izborima članova u Europski parlament iz Republike Hrvatske (2019.). 
Član Etičkog povjerenstva u izborima zastupnika u Hrvatski sabor (2020.). 

### Međunarodna karijera
Ad hoc sudac Europskog suda za ljudska prava (2010.-). 
Član Skupine stručnjaka Vijeća Europe za akciju protiv trgovanja ljudima (GRETA)u dva mandata (2009. – 2012., 2017. – 2020.; dopredsjednik 2011. – 2012., predsjednik 2019.-). Član Europskog odbora za pravnu suradnju Vijeća Europe (CDCJ 2008. – 2009.). Član Ureda Skupine stručnjaka Vijeća Europe protiv terorizma (CODEXTER, 2003. – 2004.). Član Multidisciplinarne skupine Vijeća Europe za međunarodnu akciju protiv terorizma (GMT, 2001. – 2003., iz koje je kasnije formiran naprije CODEXTER, a potom CDCT. Član Multidisciplinarne skupine Vijeća Europe protiv korupcije (GMC, 2000., iz koje je kasnije formirana skupina GRECO). Stručni savjetnik u United Nations Office for Drugs and Crime (UNODC, 2010.-) i United Nations Development Programme  Arhivirana inačica izvorne stranice od 5. svibnja 2021. (Wayback Machine) (UNDP, 2010.-).

### Društveni angažman
Pro bono predavanja i brojni javni nastupi u audiovizualnim i tiskanim medijima u Republici Hrvatskoj i u inozemstvu o temama kaznenog prava, kriminologije i zaštite ljudskih prava.  
Teme javnih nastupa: pravna država i pravna sigurnost, korupcija, terorizam, međunarodno kazneno pravo, pomilovanje, izručenje i predaja okrivljenika, krvni delikti, delikti nasilja, organizacija kaznenog pravosuđa, trgovanje ljudima itd.  

## Vanjske poveznice
- Derenčinović, Davor Hrvatska enciklopedija